# Helene (satelit)
Helene /he'le.ne/ este un satelit al lui Saturn. A fost descoperit de Pierre Laques și Jean Lecacheux în 1980 din observațiile de la sol la Observatorul Pic du Midi  și a fost denumit S/1980 S 6.  În 1988, a fost numit oficial după Elena din Troia, care era nepoata lui Cronos (Saturn) în mitologia greacă.  Helene este, de asemenea, desemnată Saturn XII (12), care a fost dată în 1982, și Dione B,  deoarece este coorbitală cu Dione și este situată în punctul său lagrange anterior (L4). Este unul dintre cei patru sateliți troieni cunoscuți. 

Animație a orbitei lui Helene în raport cu Saturn și Dione
Polydeuces·
Helene·
Dione·
Saturn

## Explorare
Helene a fost observată inițial de pe Pământ în 1980,  iar zborurile Voyager ale lui Saturn de la începutul anilor 1980 au permis observații mult mai apropiate. Misiunea Cassini-Huygens, care a intrat pe orbită în jurul lui Saturn în 2004, a oferit vederi mai bune și a permis o analiză mai aprofundată a lui Helene, inclusiv vederi ale suprafeței în diferite condiții de iluminare. Unele dintre cele mai apropiate imagini cu Helene până în prezent sunt de la 1800 km de la sonda spațială Cassini de la un zbor de pe 3 martie 2010, iar o altă secvență de imagini foarte reușită a avut loc în iunie 2011. Au existat multe alte zboruri pe parcursul misiunii Cassini.

## Geologie
Imaginile cu Helene făcute de sonda spațială Cassini, cu rezoluții de până la 42 de metri per pixel, arată un peisaj caracterizat de depresiuni largi de 2-10 km, cu pante interioare de cel mult 12°. Aceste bazine sunt probabil rămășițele degradate ale vechilor cratere. 
Șanțurile înălțate subțiri, alungite, la scară de km, urmăresc pantele multor bazine ale lui Helene și reprezintă probabil caracteristici ale curgerii de masă, indicând faptul că satelitul trece prin procese geologice active, cum ar fi mișcarea de masă și eroziunea. Modelele digitale de elevație sugerează că șanțurile au un relief pozitiv între 50 și 100 de metri.
Modelele de simulare arată că seria temporală a activității de suprafață pe Helene este haotică.

## Material de suprafață
Materialul de suprafață al lui Helene are o reflectanță relativ mare, sugerând dimensiuni ale granulelor între 1 și 100 de micrometri. Cratere mici par oarecum îngropate, sugerând un fel de procese de acreție recente.
Testele de laborator de stres-deformare ale mostrelor de regolit lunar cultivate cu impact arată că, la densități mici de adunare, acestea se comportă ca materialele „Bingham” non-newtoniene, adică având calitatea plastică a cerii de lumânare și a ghețarilor. Această observație sugerează că materialul de suprafață asemănător zăpezii lui Helene se poate comporta ca o curgere de masă non-newtoniană și ar putea fi în primul rând responsabilă pentru modelele de curgere vizibile văzute pe suprafața sa cu gravitație scăzută. 

## Observații selectate
În mare parte imagini brute în tonuri de gri cu canale în infraroșu apropiat sau ultraviolet.
|  |  |  |

|  |  |  |

|  |  |